# Monument a Lluís Companys (Sant Sadurní d'Anoia)
El monument a Lluís Companys és una obra de Sant Sadurní d'Anoia (Alt Penedès) erigida el 2008 al parc Lluís Companys, al barri del Gat Cendrer.
Fou realitzat pels Serveis Tècnics Municipals de Sant Sadurní d'Anoia. És una escultura de gran format abstracta, formada per dues planxes d'acer rectangulars, una el doble d'alta que l’altra. En el punt en què la més petita se sobreposa a la més alta, hi ha la inscripció: PRESIDENT / LLUÍS COMPANYS. El monument està sobre un parterre de pedres blanques.